# Художній надгробок в Україні
Художній надгробок в Україні — меморіальна галузь жанру скульптури, що мала довгий історичний період розвитку у мистецтві земель України.

## Кам'яний надгробок візантійського впливу

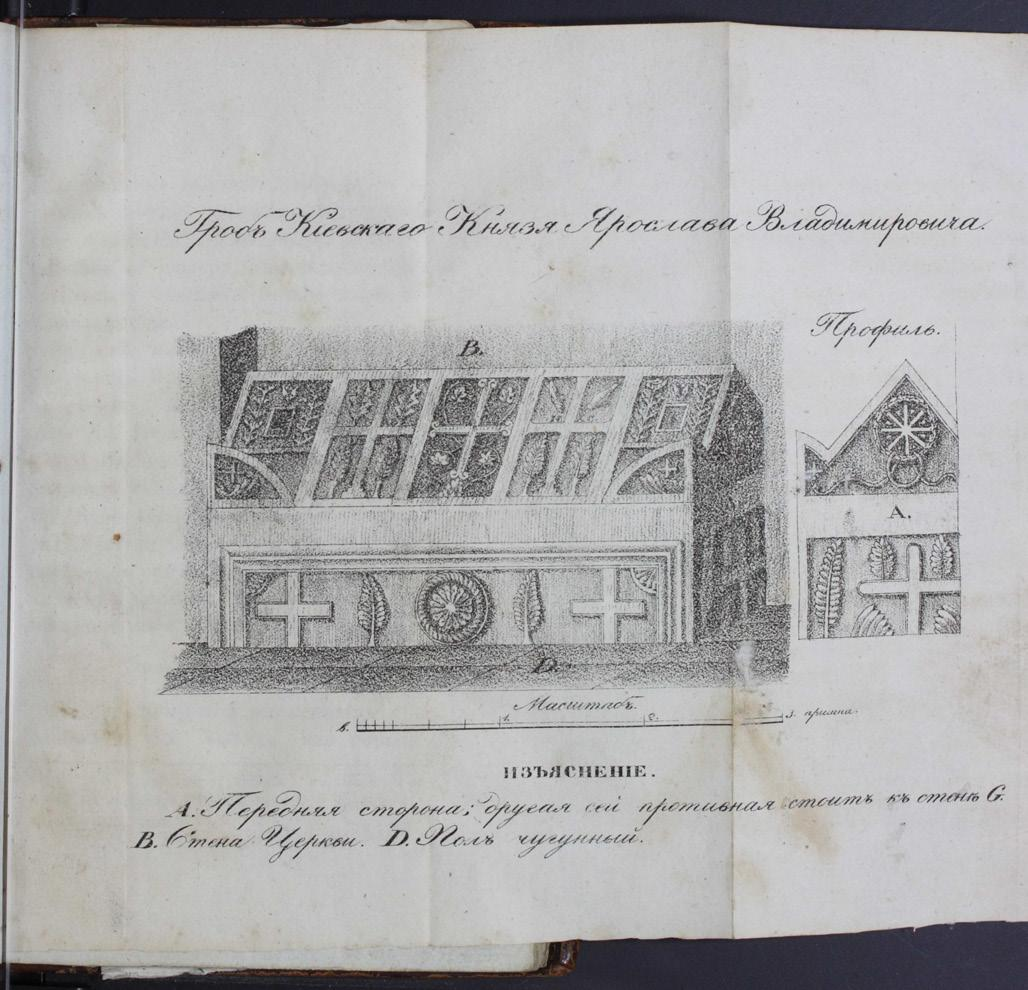
Так званий саркофаг князя Ярослава Мудрого, малюнок з видання 1820 р.

Були певні відмінності між архітектурою кам'яною та дерев'яною архітектурою. Контакти з Візантією сприяли запозиченню настанов кам'яної архітектури та її типології після запровадження християнства у київській державі. Дерев'яна і кам'яна архітектура почали співіснувати, і це співіснування розтяглося на землях України до 19 століття включно.
Настанови кам'яної архітектури потягли за собою і комплекс мистецьких складових візантійського типу, серед котрих релігійна фреска, іконопис, євангельська книжкова мініатюра, чернече життя і священство візантійського типу тощо. Культура ускладнилась і розділилась на елітарну і народну. Кам'яна архітектура ніби обслуговувала всі верства населення, залученого до християнства, котре оголошувало, що нема перед Христом ані елліна, ані юдея, а є лише християни. А феодальна система потужно вносила свої корективи, тому в храмі пройшло відокремлення князя і його дружини від натовпу. Князю і військовим відвели хори, тоді як натовп скупчувався під хорами на підлозі храму.
Серед запозичень елітарної культури опинився і кам'яний саркофаг для поховань князя та його родичів. Серед найранішніх зразків кам'яної князівської труни — саркофаг, датований 10 ст. та знайдений під час розкопок залишків Десятинної церкви у Києві. Саркофаг виготовлений з овруцького пірофілітового сланця (шифера) і формою нагадує спрощену домівку із двосхилим дахом. Фасади склепа та його дах вкриті різного типу орнаментами з християнською символікою. Швидше за все саркофаг виготовлений з місцевого матеріалу запрошеними у Київ візантійськими майстрами або бригадою закордонних і місцевих майстрів, знайомих з християнськими настановами. Поховання у кам'яних саркофагах носило винятковий характер, тому цих зразків меморіальної пластики збережено мало. Їх наявність в київських храмах викликала здивування у закордонних візитерів. Архідиякон Павло Алепський писав: «Уся загадка в тому, звідки вони здобувають цей мармур і ці величезні колони, що розташовані по-за церквою. Адже в усій цій країні немає нічого схожого на (розвідані) поклади мармуру. Виявляється що вони возили його Чорним морем з околиць Константинополя і потім пливли річкою Дніпро, котра впадає у це море, а вивантажували ж у цьому місті Києві».

## Саркофаг князя Ярослава
Певний історико-мистецький інтерес являє собою мармуровий саркофаг, котрий ніби то призначений для поховання князя Ярослава Мудрого. Саркофаг надто нагадує античний храм із акротеріями на кутах його двосхилого даху. Античного храму цього типу не могло бути у слов'янській культурі.
Висота саркофага без кришки 91 см, з кришкою 181 см, довжина саркофага 236, а ширина 122 см. Всі площини цього саркофага вкриті орнаментами з християнською символікою, котра ускладнилась у порівнянні із оздобами 10 століття. Орнаменти дотримуються симетрії, але не збігаються дзеркально. Так, одна площина двосхилого даху саркофага розділена на 5 частин, тоді як друга лише на 4. Серед стилізованих зображень кипариси, пальми та якісь примхливі зображення дерев, тип котрих важко ідентифікувати. Вони німі свідки іншої географічної зони. Обов'язкові хрести на поховальних саркофагах розташовані або між стилізованими зображеннями кипарисів, або у орнаментальному оточенні звивистої стрічки, що утворює своєрідну раму для хрестів. За літописом, князь Ярослав помер 1054 року. Цим роком датують і сам саркофаг.

## Інші саркофаги княжої доби
З літопису також відомо, що Софійський собор був місцем поховання і інших київських князів. В соборі розмістили саркофаг, де поховали 1125 року князя Володимира Мономаха. В соборі до першої половини 20 ст. була збережена лише одна (безіменна) кам'яна труна, тому приписувати в ній поховання Володимира Мономаха підстав нема. Так, давньоримські саркофаги мають написи. Кам'яні саркофаги у Кієві не мають епітафій, а лише зображення окремих грецьких літер.
Був знайдений ще один кам'яний саркофаг, але порожній і з втраченою кришкою, дещо менший за розмірами. Його фасади теж прикрашають висічені орнаменти у вигляді плетених розеток, рослин та обов'язкових хрестів. Характер орнаментів цього саркофага збігся із орнаментами шиферного панно на парапеті хорів Софійського собору. Дослідження цих храмових панно довело, що два кам'яних панно, втрачені колись, були замінені дерев'яними з тотожним орнаментом для збереження повноти храмового декору.

## Кам'яний надгробок західноєвропейського типу
Зразків надгробків доби середньовіччя збережено мало, позаяк їх мало і було у довготривалих матеріалах.
У 15 столітті на створення кам'яних надгробків почався потужний вплив західноєвропейських зразків, котрий витіснив впливи доби Візантії, що зникла з політичної мапи Європи внаслідок захоплення її земель турками-османами 1453 року.
Стилістика відродження розпочала вплив на культуру Польщі (і українських земель у її складі) і через релігійні зв'язки з папським Римом, і через запрошення на працю у Польщу італійських і нідерландських художників і скульпторів. Консервативні місцеві традиції у 16 столітті почали дивацькі переплітатися і співіснувати зі здобутками західноєвропейської культури і західноєвропейської меморіальної пластики, що пройшла до 16 ст. довгий період розвитку і мала власні сюжетні схеми. В меморіальній скульптурі переплетіння місцевих і західноєвропейських традицій було менш напруженим, ніж у релігійному живопису, бо пишний, кам'яний надгробок був частиною аристократичної (не народної), а елітарної культури і залишався таким декілька століть потому. У місцевому релігійному живопису панували настанови візантійського канону, що не піддавалися швидкому реформуванню і переходу на реалістичні зображення на кшталт нідерландських чи італійських зразків. Український релігійний живопис 16 ст. ніс на собі також уяву про православну ідентифікацію. У атмосфері агресивного ополячення і наступу католицизму український релігійний живопис 16 ст. почав відігравати роль спротиву ополяченню і прихильності до істинного віровчення, чого не ніс у собі аристократичний, художній надгробок.

## Відомості про художній надгробок

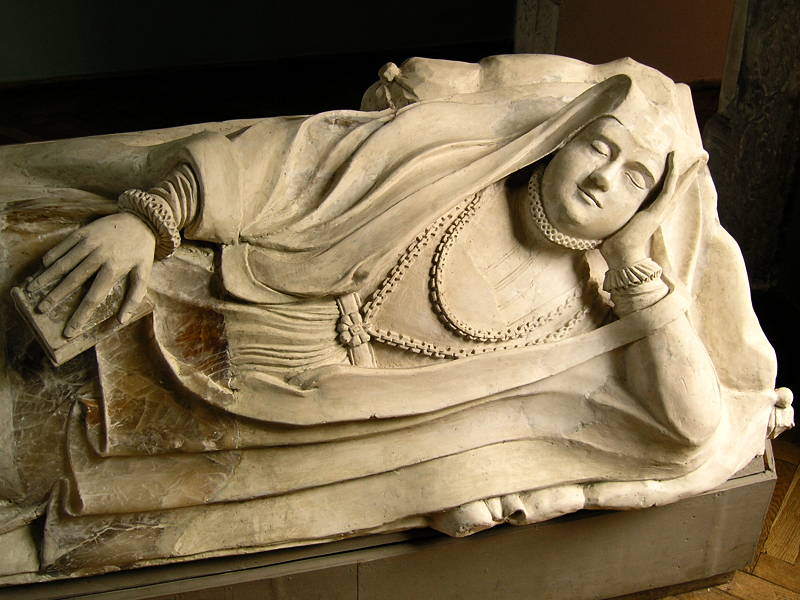
Надгробок Анни Сенявської із замкової каплиця у Бережанах, музей Олеський замок, Україна

Ян Пфістер. Ліплений декор надгробкової каплиці Адама Єроніма Сенявського, бл. 1640 р. Бережани. Архівне фото.

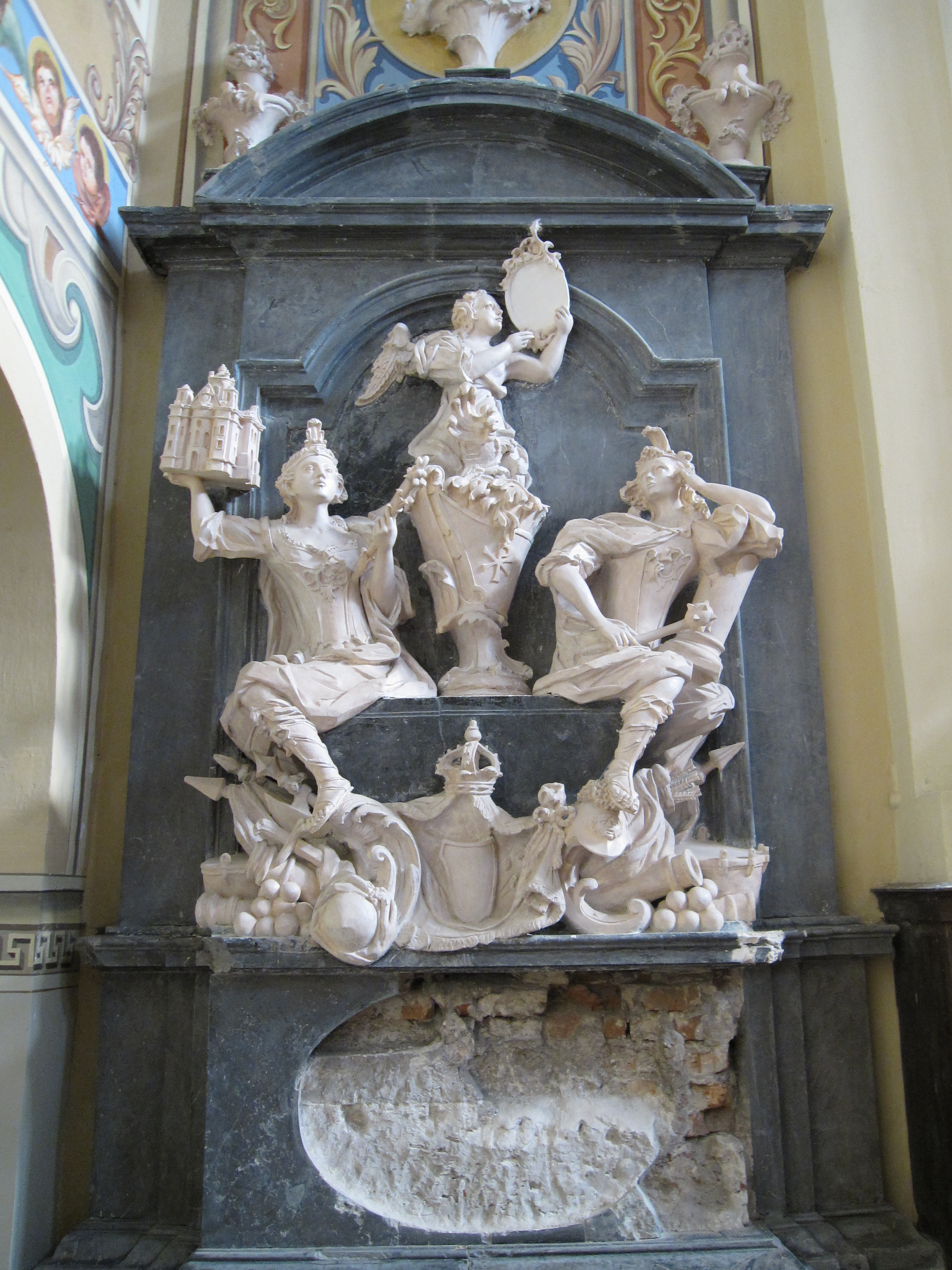
Колишній Домініканський костел, Жовква. Надгробок роботи Андреаса Шлютера.

В 16 ст. художній надгробок на західних землях України набрав завершеної конструктивної і сюжетної форми, що йшла від схеми західноєвропейської. За зразок брали схему надгробка, поширену серед творів скульптора Якопо Сансовіно (1486—1570).
За створення надгробків брались як маловідомі місцеві майстри (імен котрих не збережено), так і майстри з міжнародною відомістю (Ян Пфістер (1573—1642), що працював у Вроцлаві, Львові і Бережанах, Андреас Шлютер (1662? — 1714), що працював у Голландії, у Варшаві, Вілянові, Жовкві).
Померлого подавали лежачім у ніші і у стані вічного сну. Відбиток аристократичної культури був у парадному одязі померлого або померлої, частіше з атрибутами прихильності до християнської віри (хрест або Новий заповіт у руці, молитовно складені руки, хрест з вервицею). Чоловіків часто подають у парадних обладунках, як лицарів. У жіночих надгробках не забуті і старанно відтворені пишні сукні, коштовні мереживні коміри і ювелірні прикраси. Старанно підкреслені всі атрибути заможності, феодальної і суспільної значущості особи. Атрибути заможності, феодальної значущості відтворювали навіть у надгробках дітей із заможних і шляхетних родин, коли суспільної значущості у померлих не могло бути через їх ранній вік. Надгробок могли створити і у випадку загибелі шляхетної особи, коли самого поховання тіла в церкві не було. Так, мати Марка Собеського замовила пишний надгробок на спомин душі загиблого сина, тіла котрого не вдалося забрати з поля бою.
Серед художніх надгробків тої пори:
- надгробок дітей Даниловичів з Жидачева[5].
- надгробок Катерини та Йоанна Гербуртів[5].
- надгробок Олександра Ванка Лагодовського[5].
- надгробки родини Сенявських з замкової каплиці у Бережанах тощо.

Серед збережених надгробків ранньобарокової доби звертає увагу надгробок Олександра Ванка Лагодовського (1573 року), що має епітафію, написану не латиною, а кирилицею. Місцеве походження цієї пам'ятки — без сумніву.

## Матеріали надгробків
Серед матеріалів переважали місцеві сорти каменю, менше мармур.
Відомі зразки з гіпсу з подальшим захисним тонуванням поверхні. Унікальний для земель України характер мали надгробки з металу, котрі виготовив скульптор Ян Пфістер. Його металеві саркофаги родини Сенявських з каплиці Бережанського замку не мають аналогів у польському мистецтві. Владислав Лозинський стверджував, що найкращі роботи майстер виконав у Бережанах з 1627 по 1636 роки.
Місцевою особливістю надгробків було додаткове використання поліхромії (розфарбування).

## Меморіальна скульптура в Україні 19 ст

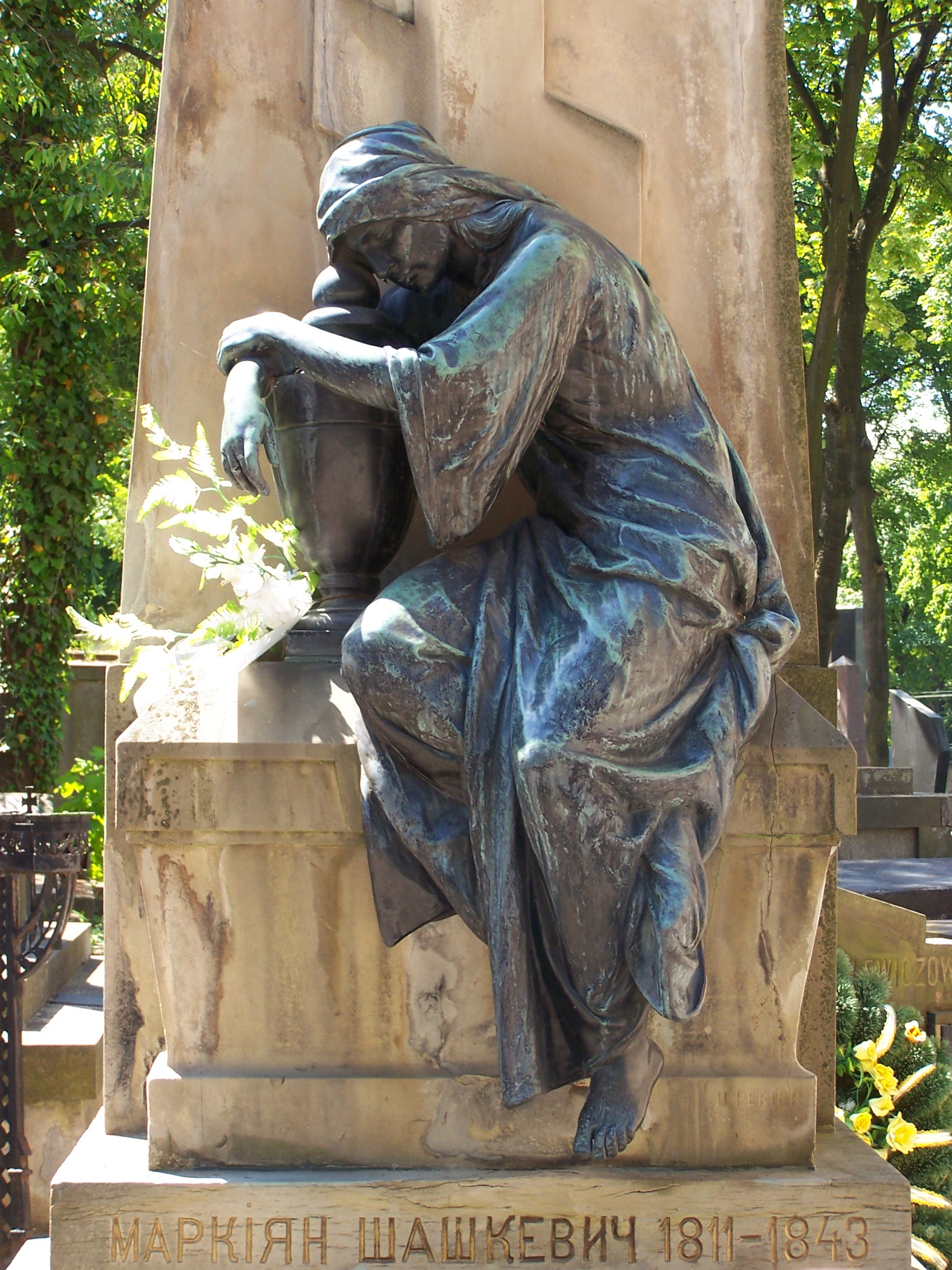
Надгробок Маркіяна Шашкевича. Львів.

Петропавловське кладовище, Чернігів. Надгробок 19 ст. із фігурою янгола.

На початок 19 століття припав період заборон на поховання у церквах. Було видано державними діячами декілька наказів про заборону поховання у храмах та про облаштування кладовищ на приміських ділянках. Надгробок перемістили на заміський цвинтар і пишне поховання могли дозволити собі лише багатії. Надгробок все частіше набуває форми круглої скульптури або погруддя, бо цей процес розпочався ще з кінця 18 ст. у межах естетики академізму і пізнього класицизму. Надгробкове погруддя в добу першого запровадження капіталізму навіть отримало декотру універсальність, воно могло бути однаковим на могилі померлого, на монументі у місті і у якомусь міському закладі (бібліотеці, навчальному закладі, місцевому музеї).

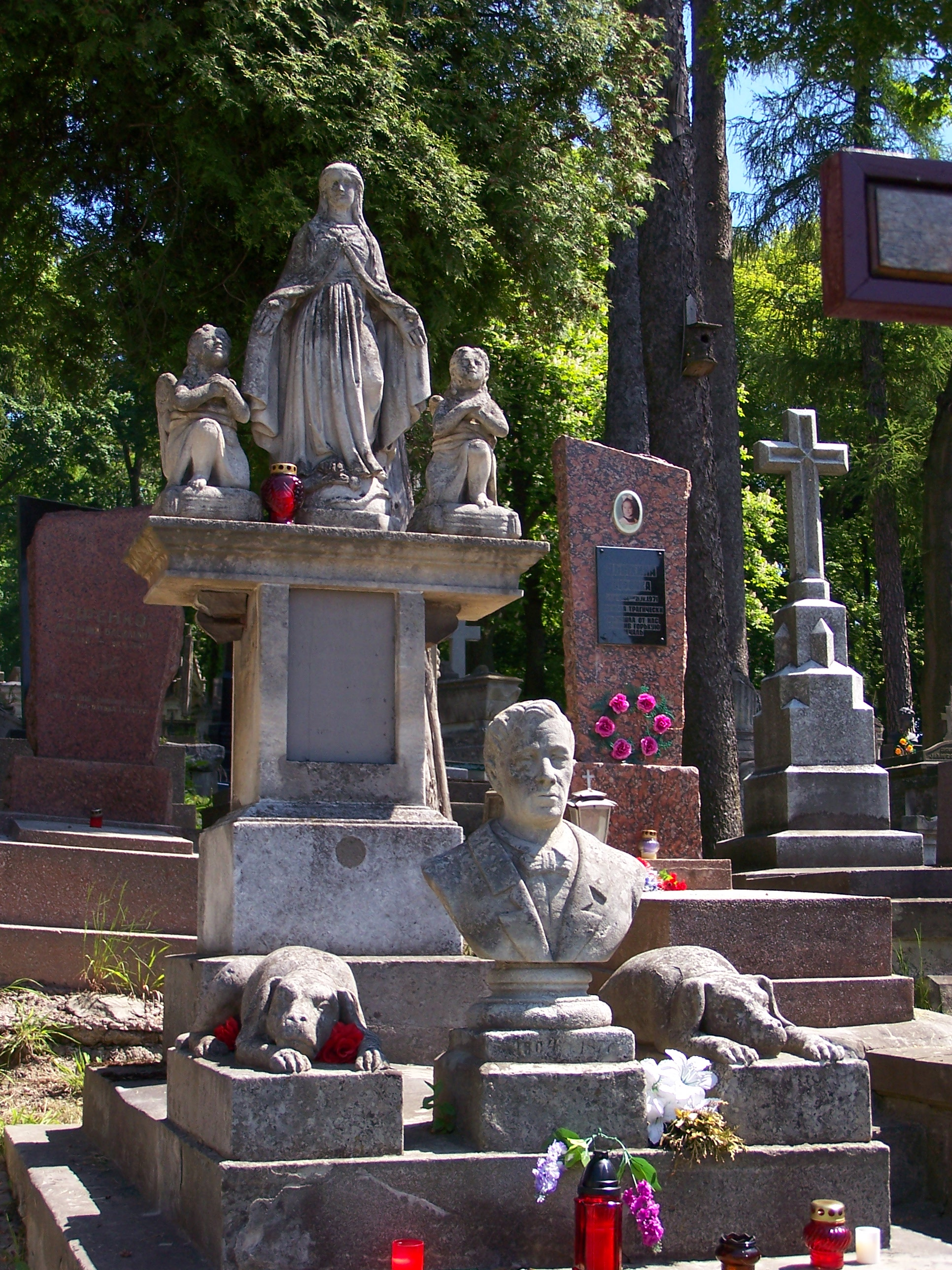
Надгробок Терези і Йосипа Івановичів.
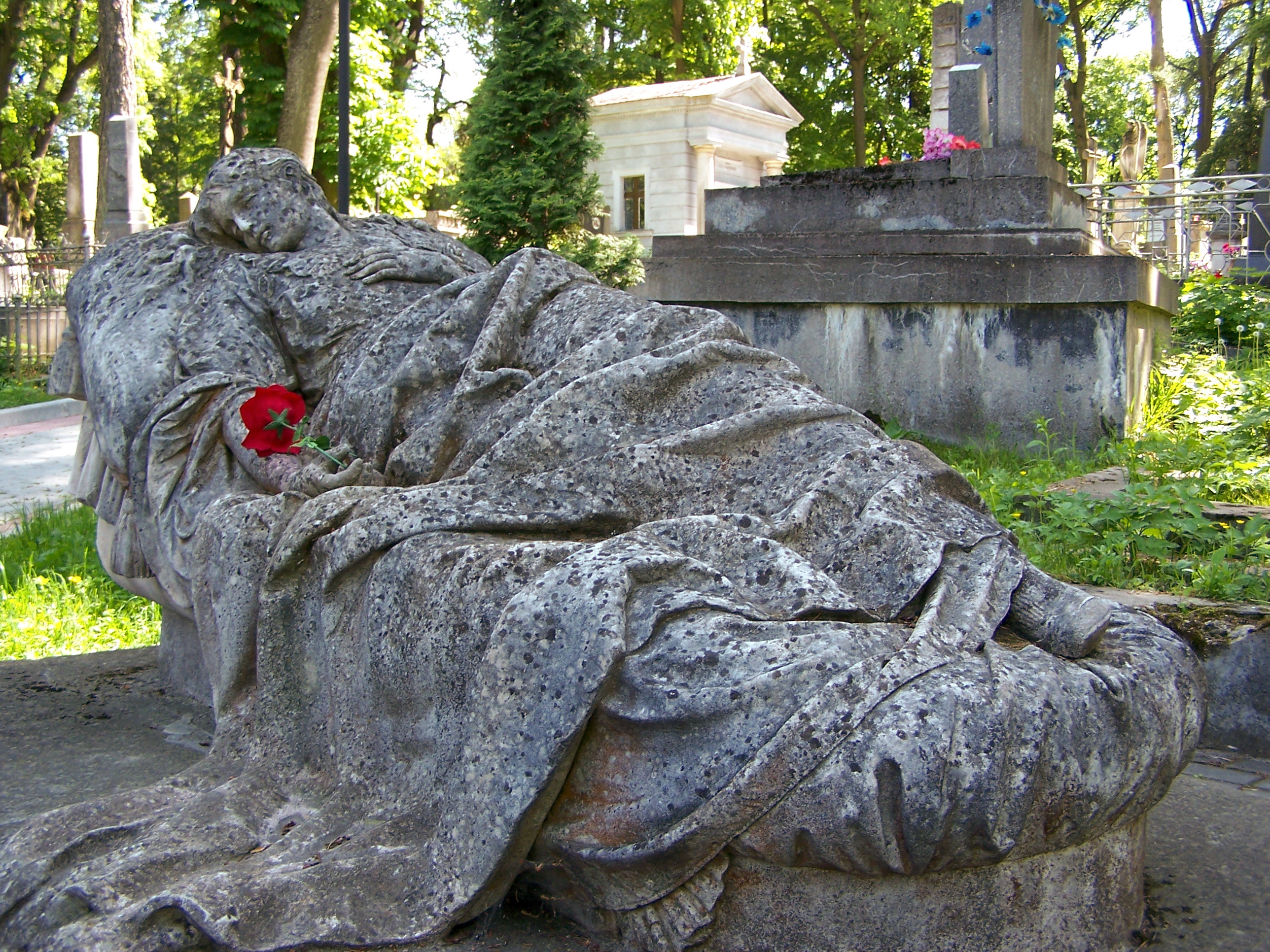
Ск. Юліян Марковський. Надгробок Йосефи Марковської. Личаківський цвинтар. Львів.
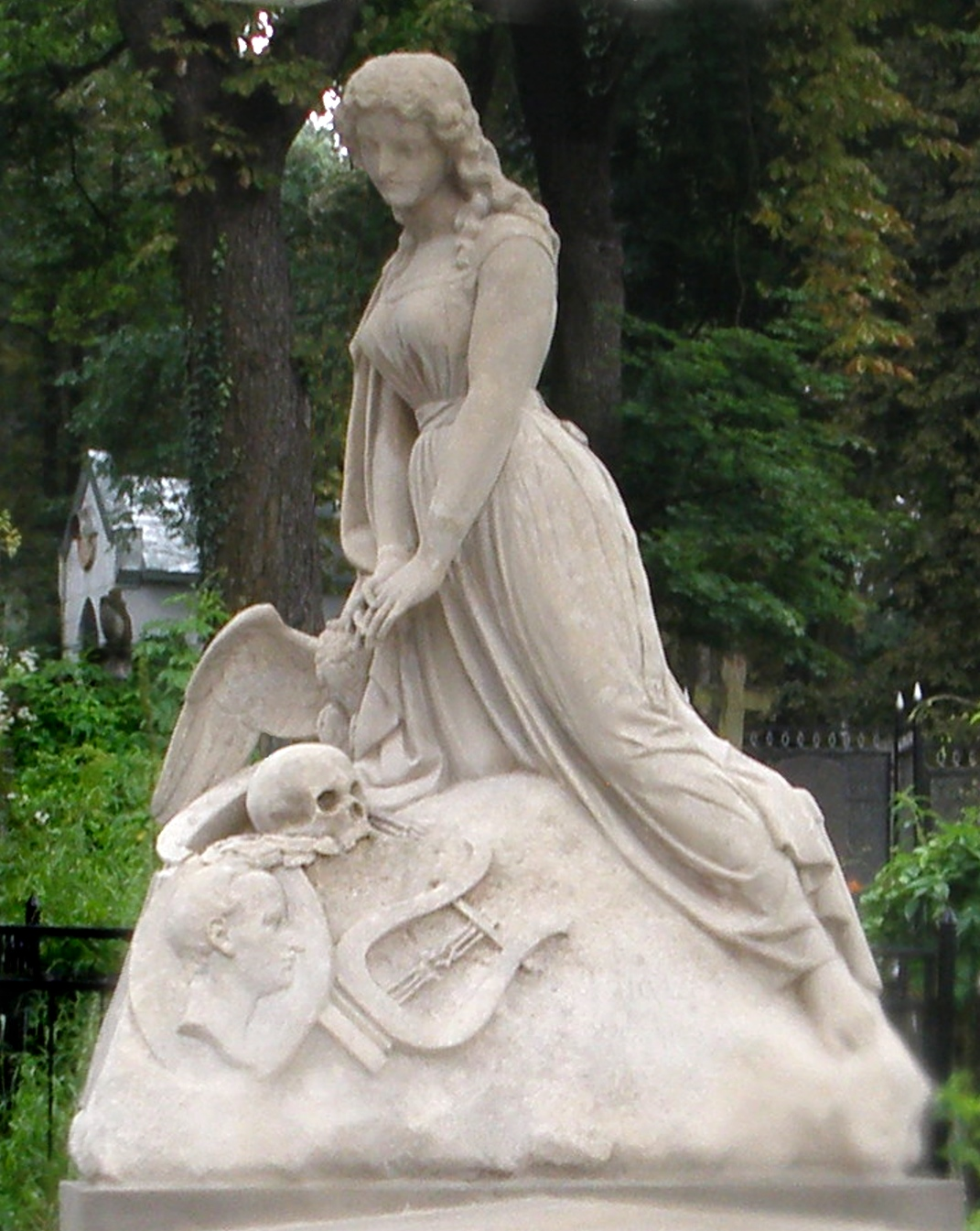
Надгробок художника Артура Ґроттґера. Личаківський цвинтар, Львів
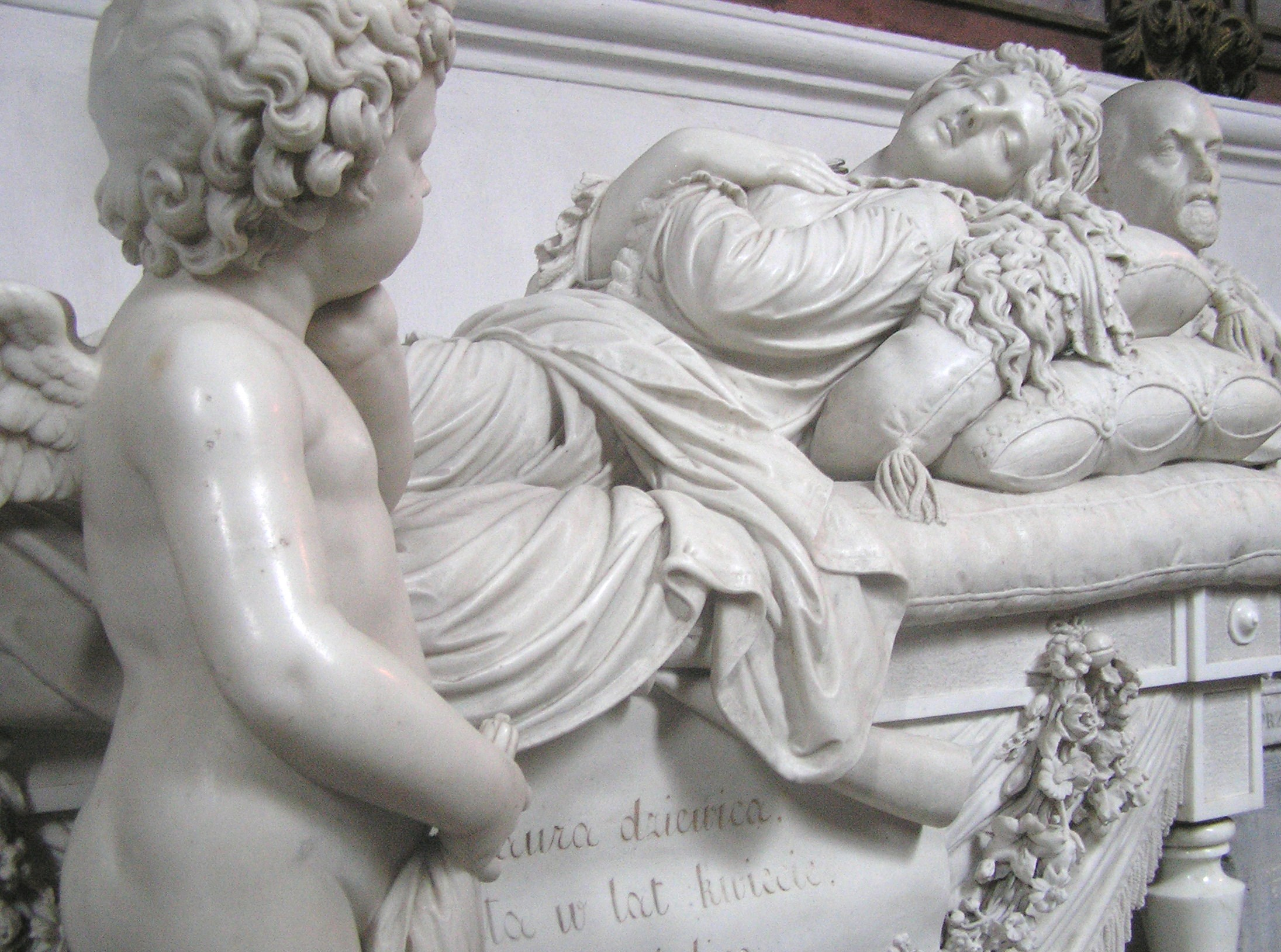
Скульптор Бродзький Віктор Петрович, Надгробок Лаури Пшездецької, сер. 19 ст.
Надгробок Зінаїди Харитоненко, Суми.

## Галерея

Полеглим захисникам України (Городок).

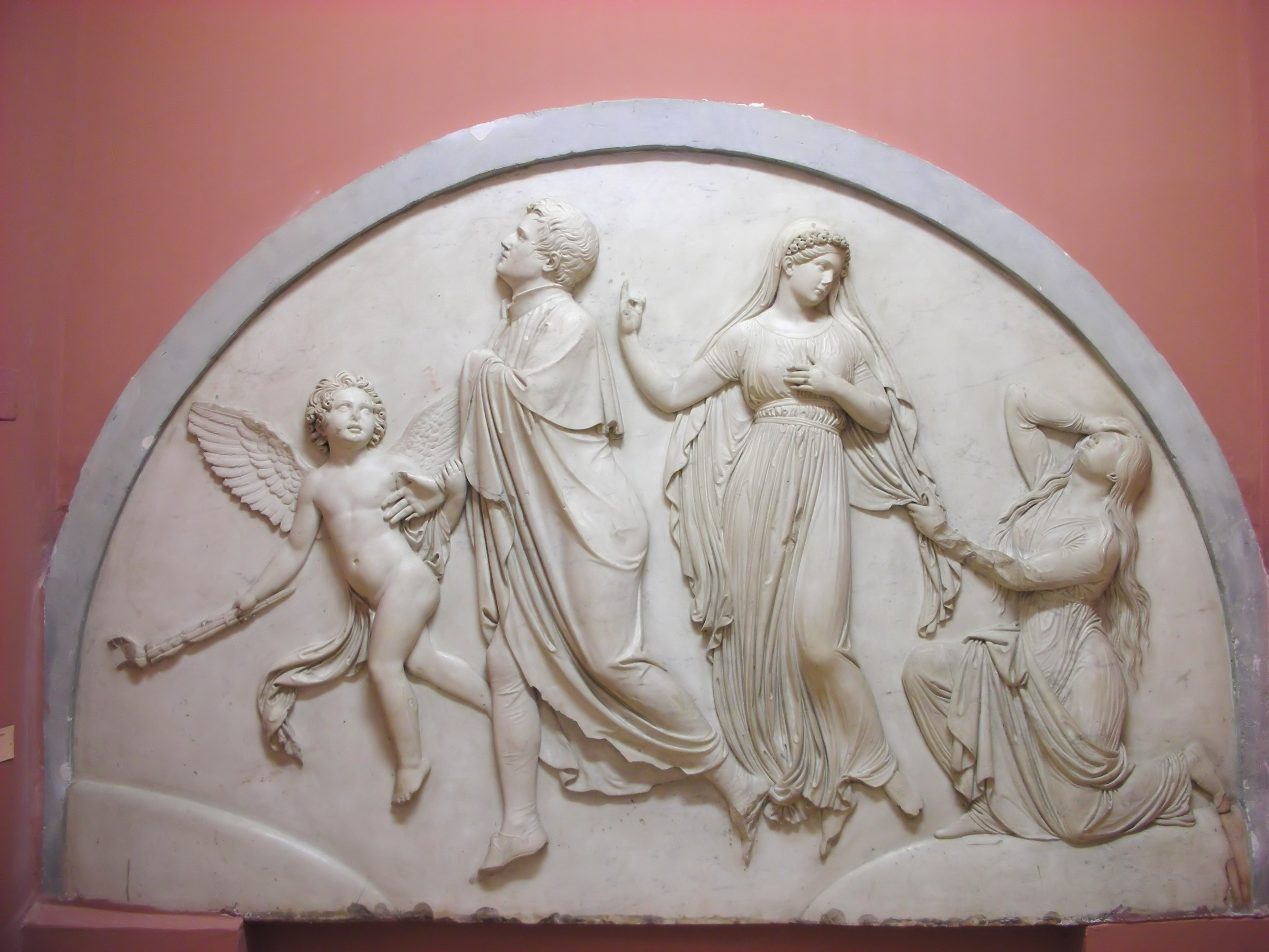
Надгробок дітей Понінських. Скульптор Бертель Торвальдсен. Львівська галерея мистецтв (знайдений і врятований Борисом Возницьким).

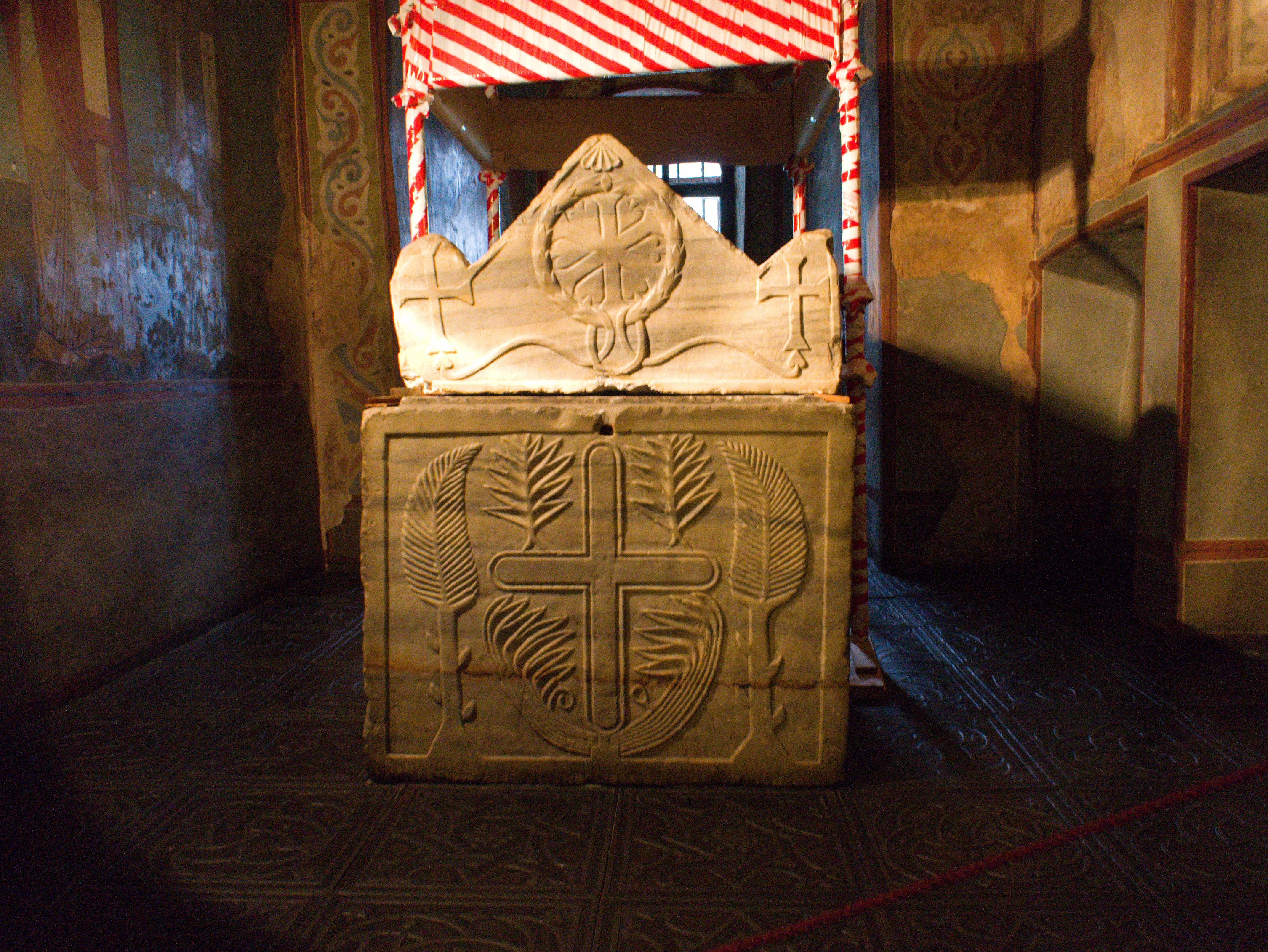
Саркофаг Ярослава Мудрого, торець, фото 2011 р., Софійський собор, Київ.
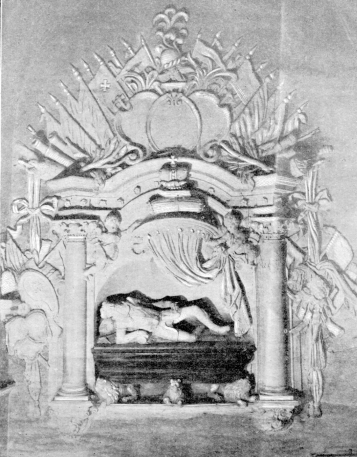
Надгробок князя Костянтина Острозького, 16 ст., фото першої половини 20 ст. Скульптор Себастян Чесек
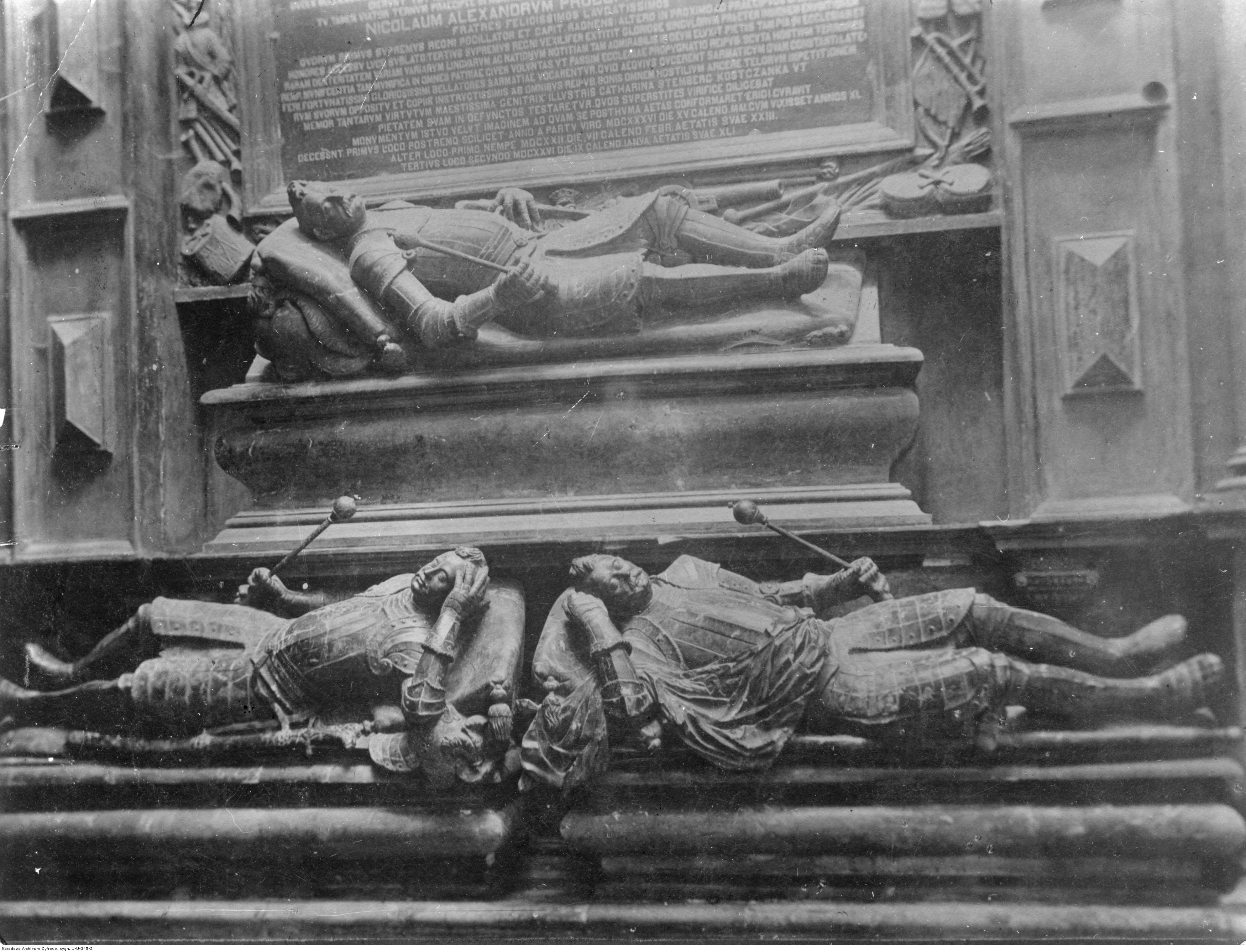
Надгробки родини Сенявських. Каплиця в Бережанському замку
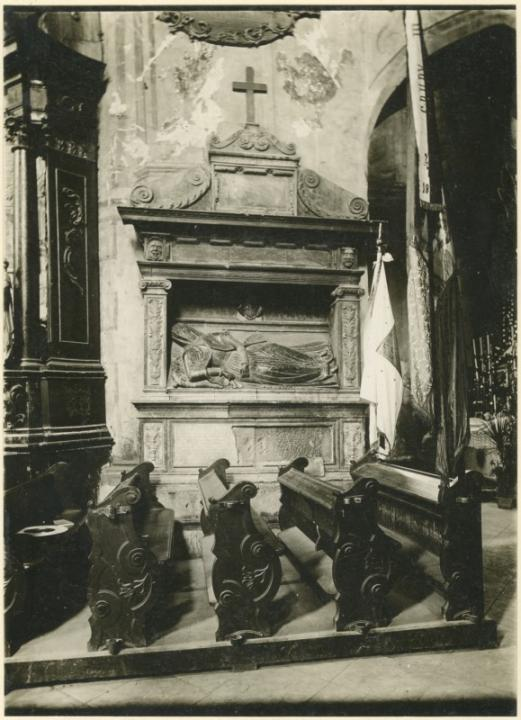
Надгробок Катерини Рамултової у костелі святого Варфоломія в Дрогобичі, фото 1920-х років
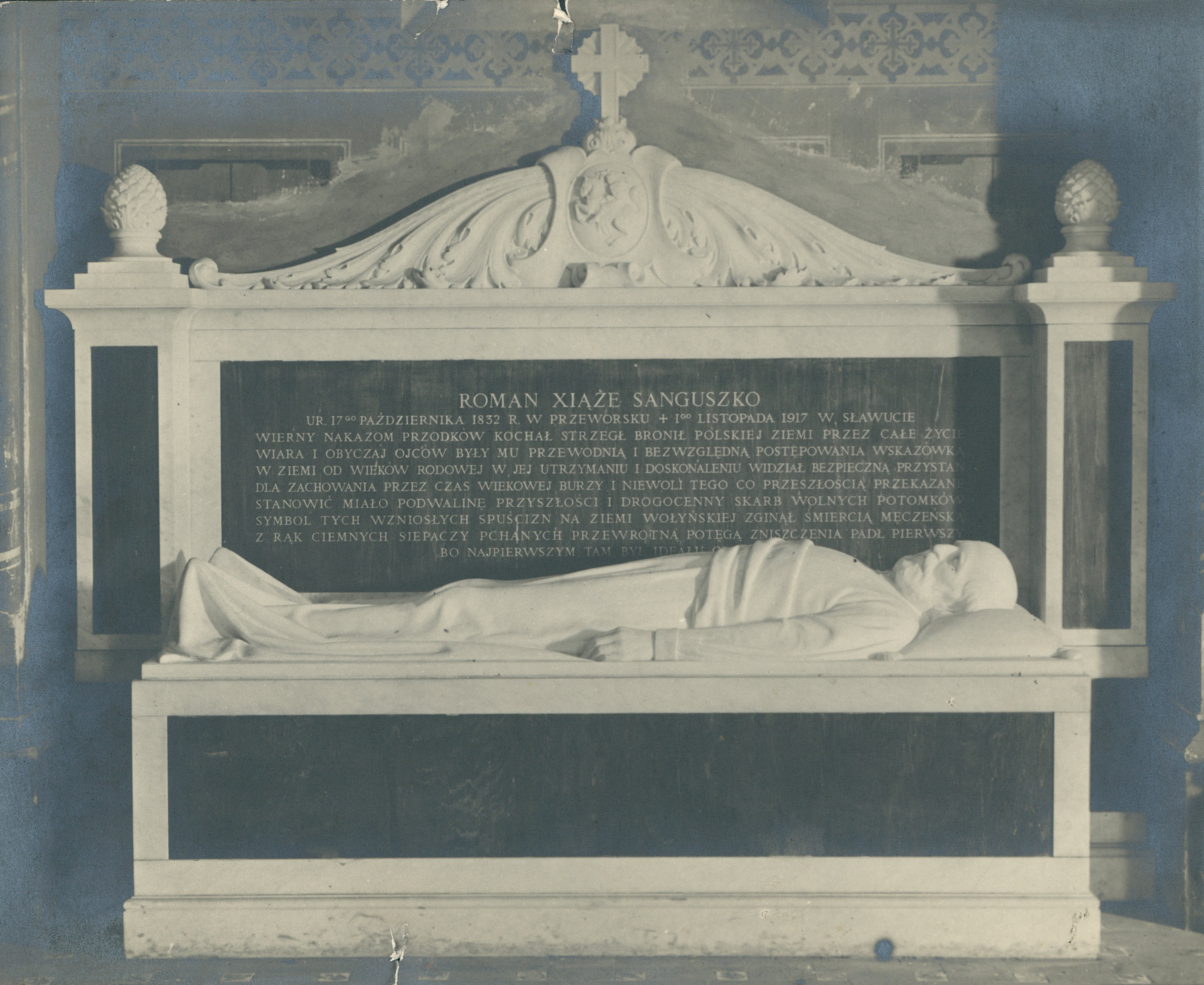
Надгробок князя Романа Даміана Санґушка в костелі святої Дороти в Славуті
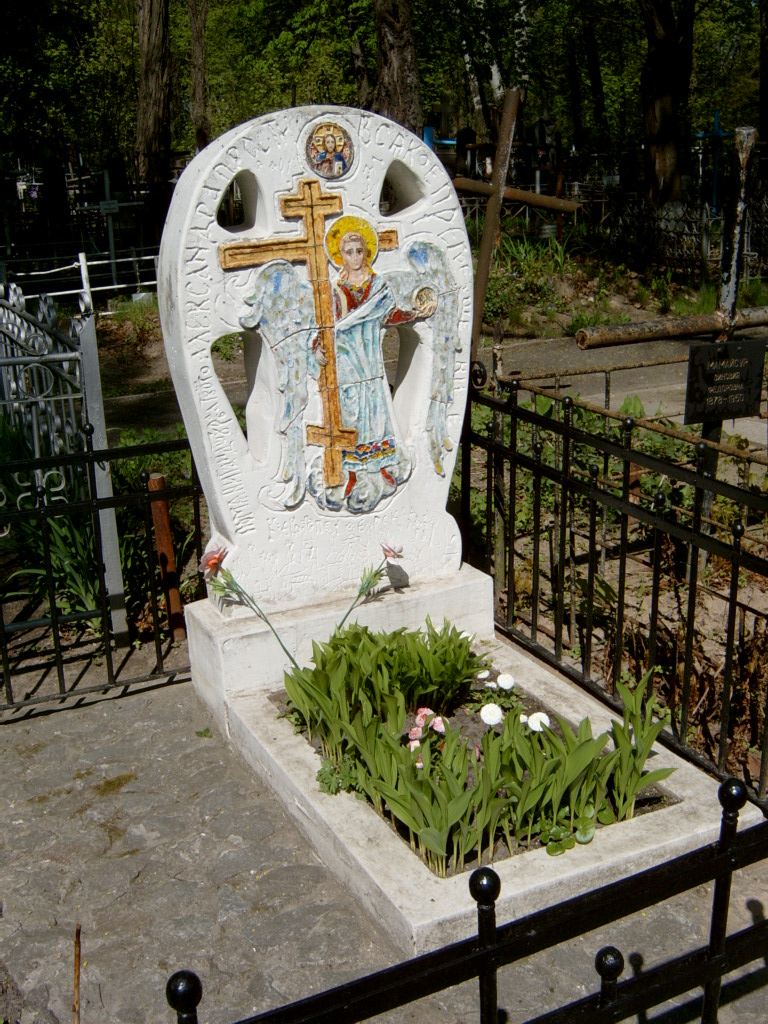
Могила художника Олександра Мурашка (1875-1919) на Лук'янівському цвинтарі
Пам'ятник на могилі В. Чорновола на Байковому кладовищі в Києві